# Pierre Sergent (militaire)
Pour les articles homonymes, voir Pierre Sergent et Sergent (homonymie).
Pierre Sergent, né le 30 juin 1926 à Sèvres et mort en 15 septembre 1992  à Perpignan, est un résistant, un officier français de la Légion étrangère et l'un des chefs de l'Organisation de l'armée secrète (OAS) dont il a créé la branche métropolitaine en juin 1961. Il est également un écrivain et un élu politique du Front national (FN).

## Biographie

### Enfance
Pierre Sergent naît le 30 juin 1926. Il est le troisième d'une famille de quatre enfants de René Sergent, ingénieur à la ville de Paris, et de son épouse Anne-Marie, née Marion.
Il grandit dans la maison familiale située sur les hauts de Sèvres, dans le département de Seine-et-Oise.
Il devient élève du lycée Henri IV, où il obtient son baccalauréat (Mathématiques) en 1944.
À partir de 1943, il participe aux activités de résistance d'un réseau, le Front national (FN).

### Carrière militaire
Il commence sa carrière militaire à l'âge de 18 ans, en rejoignant le maquis de Sologne avec le corps franc "Liberté", où il échappe de justesse à une rafle. Il prend part à ce titre à la libération de Paris.
Après la Libération, il entre à l'Ecole Spéciale Militaire Interarmes (ESMIA) en 1947, d'où il sort en 1949 (promotion Rhin et Danube). Il est promu sous-lieutenant en 1950.
Il est affecté en 1950 au 1er régiment étranger, à Sidi-bel-Abbès en Algérie.
Promu lieutenant en 1951, il combat au 1er bataillon étranger de parachutistes (1er BEP) durant la guerre d'Indochine (1952-1953), où il est grièvement blessé le 10 mai 1953 dans le centre Annam, et évacué sanitaire à Paris ; il reçoit le 20 septembre 1953 une citation à l'ordre de l'armée.
À la fin de sa convalescence en octobre 1954, il retourne en Algérie ou il sert dans les compagnies sahariennes de la légion, au 1er REI, puis est affecté au 1er régiment étranger en 1956. Promu capitaine en 1957, il sert ensuite pendant la guerre d'Algérie au sein du 1er REP de 1958 à 1961. Il participe notamment aux opérations “Étincelles”, “Jumelles” et “Pierres Précieuses”.
Après l'affaire des "barricades" de 1960, il est muté disciplinairement le 1er janvier 1961 au groupe de subdivision de Chartres. Il quitte son commandement en avril 1961 pour rejoindre clandestinement l'Algérie et participe au putsch d'Alger sous les ordres du Général Challe, il prend notamment le corps d'armée d'Alger à la tête d'une compagnie du 1er REP.

### Engagement dans l'OAS
Après l'échec du coup d'état, il rejoint les rangs de l'OAS, et sur ordre du Général Salan, il regagne la métropole pour coordonner à la tête de la Mission II l'activité des réseaux clandestins,, et la pénétration et la structuration des milieux militaires. Il devient chef d'état major de l'OAS-Métropole en septembre 1961, puis le 20 mai 1962 à Rome du Conseil National de la Résistance (CNR) constitué avec Georges Bidault, Antoine Argoud et Jacques Soustelle. Après l'arrestation d'Argoud, l'exil de Bidault, il crée en avril 1963 le Conseil National de la Révolution dont l'objectif est d'organiser en Europe les mouvements anti-communistes,.
Pendant sept ans, sous le pseudonyme d'Arthur, il échappe aux recherches policières en se réfugiant en Suisse et en Belgique tandis qu'il est condamné à mort par contumace par deux fois en 1962 et 1964, lors du procès par la Cour de Sureté de l'État des 8 principaux dirigeants de l'OAS : Godard, Jean Gardes, Susini, Lagaillarde, Lacheroy, Perez, Gardy, Sergent.
Il est finalement amnistié le 31 juillet 1968, après les événements de mai 68.

### Engagement politique au Front national
Lors de l'élection présidentielle de 1974, il soutient la candidature de Valéry Giscard d'Estaing.
Après avoir rejoint le Centre national des indépendants et paysans (CNIP) en 1983, il adhère au Front national en 1985. Il reçoit pour « mission » d'implanter le Front national dans le département des Pyrénées-Orientales. Son premier succès intervient très rapidement. En effet, lors des élections législatives du 16 mars 1986, qui se déroulent au scrutin proportionnel, il est élu député des Pyrénées-Orientales. Dans le cadre des élections régionales qui se déroulent le même jour, il est élu conseiller régional de Languedoc-Roussillon et permet, avec les sept autres conseillers du FN, l'élection de Jacques Blanc (UDF) à la présidence de l'assemblée régionale.
À l'occasion des élections législatives de 1988, le « retour » du scrutin majoritaire uninominal à deux tours par circonscription lui fait perdre son siège de député. Sur la promesse « Je me donnerai un an pour faire de Perpignan la ville la plus sûre de France », il obtient respectivement 25% et 30% aux deux tours des élections municipales de 1989, mais n'est pas élu. Aux élections européennes du 15 juin 1989, sa quatorzième position sur la liste Europe et Patrie conduite par Jean-Marie Le Pen, qui obtient dix sièges, ne lui permet pas d'être élu. Il soutient en 1990 la guerre contre l'Irak, ce qui le place à l'opposé de la ligne de son parti. Enfin, il est réélu conseiller régional de Languedoc-Roussillon le 22 mars 1992. Au moment de son décès, il avait quitté le Front National en désaccord avec J-M Le Pen et était revenu au CNIP au printemps 1992.

### Mort à Perpignan et enterré à Paris
Pierre Sergent meurt le 15 septembre 1992 à Perpignan, à l'âge de 66 ans, des suites d'une longue maladie. Il repose au cimetière de Passy, à Paris, dans la 8e division.
L'historien Nicolas Lebourg relève qu'« à la messe qui est donnée pour ses obsèques, l'affluence et la présence des notables témoignent que Pierre Sergent est parvenu à dédiaboliser le FN en Roussillon et à y assurer son succès durable ».

## Hommage et critiques
Le 22 septembre 2022, le conseil municipal de Perpignan, présidé par le vice-président de l'ex-FN (désormais Rassemblement national) Louis Aliot, baptise une esplanade de Perpignan au nom de Pierre Sergent, ce qui provoque des controverses et l'enlèvement de la plaque en février 2023. Le 4 février 2024, le tribunal administratif de Montpellier annule la délibération du conseil municipal de septembre 2022 et demande à la Ville de Perpignan de verser 800 euros à La Ligue des droits de l'homme et à SOS Racisme. Louis Aliot annonce qu'il fera appel de la décision.

## Décorations
- Chevalier de la Légion d'honneur
- Croix de guerre des Théâtres d'opérations extérieurs avec 1 palme et 2 étoiles
- Croix de la Valeur militaire avec 1 palme et 2 étoiles
- Croix du combattant
- Médaille coloniale
- Médaille commémorative de la campagne d'Indochine
- Médaille commémorative des opérations de sécurité et de maintien de l'ordre

## Œuvre
Pierre Sergent commence sa carrière d'écrivain alors qu'il est toujours dans la clandestinité. En 1967 et 1968, les éditions de La Table Ronde publient Ma peau au bout de mes idées puis La Bataille.
Sergent est également l'auteur de nombreux livres sur la Légion étrangère.
- Ma peau au bout de mes idées, La Table ronde, 1967 (réédition de 1984 :  (ISBN 2-7103-0189-X))
- La Bataille, La Table ronde, 1968
- Je ne regrette rien, Fayard, 1972 (réédition de 1983 :  (ISBN 2-213-00243-6))
- Le Malentendu algérien : 12 ans après, Fayard, 1974 (entretiens avec André-Louis Dubois)
- Lettre aux officiers, Fayard, 1975
- Les Maréchaux de la Légion : L'Odyssée du 5e Étranger, Fayard, 1977
- La Légion saute sur Kolwezi, Presses de la Cité, 1979 (réédition de 1984 :  (ISBN 2-258-00426-8))
- Camerone, Fayard, 1980
- Un étrange Monsieur Frey, Fayard, 1982
- Paras-Légion : Le 2e BEP en Indochine, Presses de la Cité, 1982  (ISBN 2-258-00986-3)
- 2e REP, Presses de la Cité, 1984  (ISBN 2-258-01370-4)
- La Légion, Graphiques Lafayette, 1985 (en collaboration avec Bertrand de Castelbajac)
- Les Voies de l'honneur, tome 1, Presses de la Cité, 1987 (roman)
- Les Voies de l'honneur : La Revanche, tome 2, Presses de la Cité, 1989 (roman)
- Les Voies de l'honneur : Le Coup de grâce, tome 3, Presses de la Cité (roman)